# Fungos do deserto
Vários fungos terrícolas habitam a crosta do solo de regiões áridas. Aqueles expostos ao sol tipicamente contêm melanina e são resistentes a altas temperaturas, secura e nutrição reduzida. Espécies comuns em outros locais (p.e. Penicillium spp. e Aspergillus spp.) não suportam estas condições. A produção de grandes esporos escuros multicelulares também ajudam à sobrevivência. Os ascomicetes com reprodução sexuada, especialmente Chaetomium spp., aumentaram a sua resiliência ao desenvolverem peritécios espessos e escuros. Contudo, sob os arbustos do deserto, prevalecem espécies mais sensíveis como Gymnoascus reesii.